# 기술서지학
기술서지학(descriptive bibliography)은 분석서지학을 통해서 얻은 정보를 사용하여 열거서지학을 통해 제시된 책, 가능한 한 그 문헌에서 가장 이상적인 판본, 즉 선본의 서지학적 본질을 기술하고 설명하는 것이다. 즉 2절판(folio), 4절판(quarto) 같은 책의 판형, 물리적 구성, 면차 표시 등의 오류나 변형과 같은 특이사항 기타 해당 문헌의 역사를 조명해 줄 수 있는 모든 정보를 기술한다.

## 같이 보기
- 서지학